# 入沢肇
入沢 肇（入澤 肇、いりさわ はじむ、1940年8月26日 - 2018年9月18日）は、日本の政治家、官僚。元帝京大学教授。農林水産省構造改善局長、林野庁長官、参議院議員を歴任。群馬県北群馬郡伊香保町出身。

## 略歴
- 群馬県立渋川高等学校卒業
- 東京大学法学部を卒業し、1963年（昭和38年）農林省入省[2]
- 農水省構造改善局長、林野庁長官を歴任、1997年（平成9年）1月退官。
- 1998年、参議院議員選挙に自由党から立候補し初当選[3]。
- 2000年、自由党を離党し保守党結党に参加。保守党では参議院政調会長を務める。
- 2002年、保守新党結成に参加
- 2003年、保守新党を離党。自由民主党に入党、番町政策研究所（高村派）入会
- 2004年、参議院議員選挙に比例区で自由民主党から立候補。落選[3]。政界引退。
- 2005年、帝京大学法学部教授に就任。
- 2008年、帝京大学法学部長兼大学院法学研究科長に就任。
- 2011年11月の秋の叙勲で瑞宝重光章受章[1][4]。
- 2018年9月18日1時50分、がんのため東京都内の病院で死去[5]。78歳没。

## 主な提出法案
- 保健婦助産婦看護婦法の一部を改正する法律案

## 政策
- 選択的夫婦別姓制度導入に賛同する。

## 主な著作
- 「詳解 入札談合等関与行為防止法」ぎょうせい (2002)

## エピソード
- 国会での質問に際し、小渕恵三から和菓子を届けられ、喜んだというエピソードが、大下英治の「政界大波乱　蠢く野中ヒロム」に描かれている。
- 本来の名前は「はじめ」であるが本人曰く名前の「はじむ」は誕生日（8月26日）の語呂合わせとのこと。